# Lori Rader-Day
Lori Rader-Day, née à Lebanon, dans l'État de l'Indiana, aux États-Unis, est une femme de lettres américaine, auteure de roman policier.

## Biographie
Elle grandit dans sa ville natale avant de s'installer à Chicago pour entreprendre des études supérieures. 
Elle détient une maîtrise en journalisme de l'université d'État de Ball et une autre en création littéraire de l'université Roosevelt.
En 2014, elle publie son premier roman, The Black Hour pour lequel elle est lauréate du prix Anthony 2015 du meilleur premier roman.

## Œuvre

### Romans
- The Black Hour (2014)
- Little Pretty Things (2015)
- An Elegant Hand (2016)
- The Day I Died (2017)
- Under a Dark Sky (2018)
- The Lucky One (2020)
- Death at Greenway (2021)
- The Death of Us (2023)

## Prix et distinctions

### Prix
- Prix Anthony 2015 du meilleur premier roman pour The Black Hour[1]
- Prix Mary Higgins Clark 2016 pour Little Pretty Things[2]
- Prix Anthony 2018 du meilleur livre de poche original pour The Day I Died[1]
- Prix Anthony 2019 du meilleur livre de poche original pour Under a Dark Sky[1]
- Prix Agatha 2021 du meilleur roman pour historique Death at Greenway[3]

### Nominations
- Prix Barry 2015 du meilleur livre de poche original pour The Black Hour[4]
- Prix Mary Higgins Clark 2015 pour The Black Hour[2]
- Prix Macavity 2015 du meilleur premier roman pour The Black Hour[5]
- Prix Anthony 2016 du meilleur livre de poche original pour Little Pretty Things[1]
- Prix Barry 2018 du meilleur livre de poche original pour The Day I Died[4]
- Prix Mary Higgins Clark 2018 pour The Day I Died[2]
- Prix Lefty 2019 du meilleur roman pour Under a Dark Sky[6]
- Prix Edgar-Allan-Poe 2019 du meilleur livre de poche original pour Under a Dark Sky[7]
- Prix Mary Higgins Clark 2021 pour The Lucky One[8]
- Prix Agatha 2020 du meilleur roman pour The Lucky One[3]
- Prix Anthony 2021 du meilleur livre de poche original pour The Lucky One[1]
- Prix Lefty 2022 du meilleur roman policier historique pour Death at Greenway[6]
- Prix Sue Feder 2022 du meilleur roman policier historique pour Death at Greenway[5]